# Vladimir Stavski
Vladimir Petrovitch Stavski (en russe : Влади́мир Петро́вич Ста́вский) de son vrai nom Kirpitchnikov, né le 25 août 1900 à Penza et mort le 14 novembre 1943 près de Nevel, est un écrivain et journaliste soviétique. En 1937-1941, il occupe le poste de rédacteur en chef du Novy Mir.

## Biographie
Vladimir Stavski est le fils d'ouvriers. Sorti en 1915 de l'école réale (de l'allemand Realschule - l'établissement d'enseignement secondaire) de Penza, il exerce toute sorte de métiers: homme à tout faire, frappeur, ouvrier dans une papeterie.
En 1918, il rejoint les rangs du PCUS et s'engage dans la Garde rouge. Démobilisé en 1922. Son travail littéraire commence au poste de journalise et rédacteur des journaux Molot et Na podiome de Rostov-sur-le-Don. Il est connu par ses romans glorifiant la collectivisation. Secrétaire de l'Union des écrivains soviétiques dont il est l'un des fondateurs. Député du 1er Soviet suprême de l'Union soviétique. Avec Evgueni Petrov, Vassili Lebedev-Koumatch; Nikolaï Pogodine et Olga Voïtinskaïa, il dirige le comité de rédaction de Literatournaïa gazeta 1937-1939.
En tant que correspondant de guerre il couvre la bataille de Khalkhin Gol lors de laquelle il est lui même gravement blessé. Depuis le juin 1941, il est correspondant pour la Pravda sur le front de l'Ouest et le front de Kalinine. Pour ses faits d'armes il reçoit plusieurs décorations. Il périt près de Nevel et sera enterré à Velikié Louki.

## Œuvres
- Ont passé, 1924 (récits)
- Stanitsa, 1928 (nouvelle)
- L’Élan, 1932 (nouvelle)
- Plus fort que la mort, Moscou, 1932
- Attaque (recueil de nouvelles), Moscou, 1933
- Sur la crête (roman), M, 1934, 1935.
- Les notes du front, 1942
- Les notes de Kuban M., 1935; L., 1938; M., 1955